# Tiscali (site)
Pour les articles homonymes, voir Tiscali (homonymie).

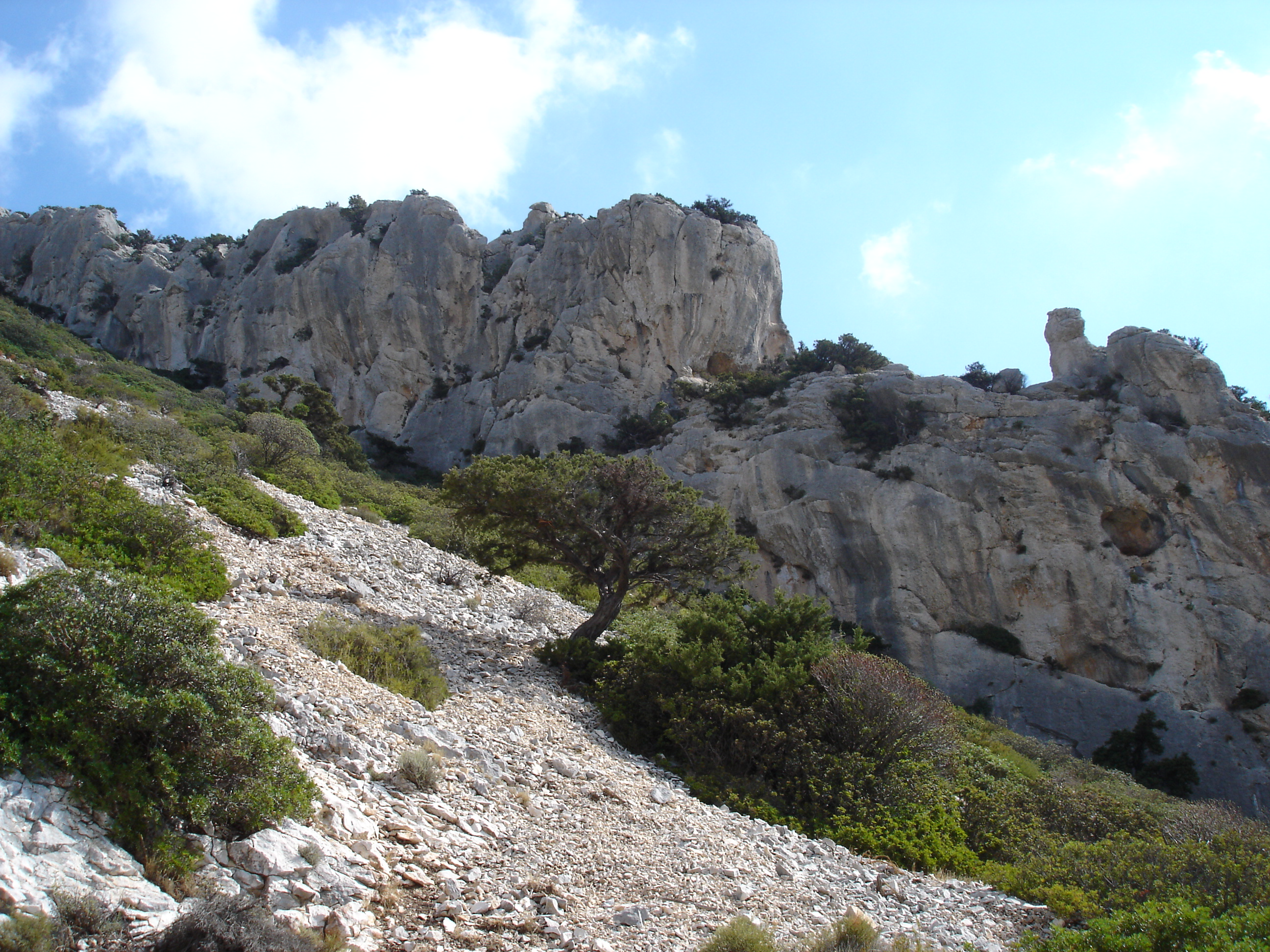
Le site vu de l'extérieur

Tiscali est un site archéologique situé à Dorgali, dans la province de Nuoro, en Sardaigne (Italie). Il s'agit des vestiges d'un ensemble de huttes bâties à l'intérieur d'une doline tronconique, qui s'est formée au centre du mont Tiscali, dans le massif du Supramonte (it).

## Géologie
À l'origine, la doline était probablement une grotte. Puis la voûte s'est effondrée et l'ensemble a été colonisé par la végétation.
Tout le massif du Supramonte (it) est formé par des roches calcaires qu'on peut dater de 160 à 180 millions d'années (période jurassique). Le phénomène karstique au cours de millions d'années de travail est le responsable du spectacle qui se présente à nos yeux. Une suite de gorges-rochers-grottes-gouffres et résurgences de remarquables dimensions.

## Historique
Les premières fouilles ont été entreprises par Ettore Pais en 1910, puis par Antonio Taramelli en 1927. Une fouille plus récente a été conduite en 2000 par les services locaux d'archéologie.

## Description
Le village aurait été occupé du XVe au VIIIe siècle av. J.-C., puis abandonné, avant d'être réoccupé à l'époque romaine.
Il est constitué de deux groupes de huttes. Le premier, au nord près de l'entrée, est composé d'environ quarante cabanes. Une partie d'entre elles sont rondes, la plupart sont carrées et rectangulaires. Les murs sont bâtis avec une seule assise de pierres pas du tout carrées et, cas unique en Sardaigne, unies entre elles avec un mélange de boue. Les huttes donnent l'impression de quelque chose de bâti en hâte et plutôt fragile. Les entrées étaient larges et avaient le linteau en bois de térébinthe. La toiture était faite en matériaux végétaux (troncs de genévrier et branchages).
Le second groupe se trouve sur le côté sud-occidental de la doline et est composé d'une trentaine de huttes. Toutes sont rectangulaires et un peu plus petites que les précédentes, et il semble très difficile qu'elles aient été un abri pour une famille. Il est possible qu'elles aient été utilisées pour entreposer des provisions ou comme abris pour les animaux domestiques.
La toiture était toujours en matériaux végétaux. À l'intérieur de la doline existe un bosquet d'arbres ultra-séculaire qui représentent tout le maquis méditerranéen. Il y a des exemplaires de térébinthe, yeuse, filaire, lentisque, figuier, érable, frêne.

## Analyse
À la suite de conflits avec les populations voisines, des familles abandonnèrent peut-être la vallée pour s'abriter dans la montagne. Tiscali était pourtant difficilement habitable, pour les raisons suivantes :
- Il est presque impossible sur un terrain et sur des roches calcaires de trouver des sources qui puissent permettre l'approvisionnement en eau. On peut néanmoins recueillir de l'eau provenant de la distillation quotidienne des parois de la doline, et construire de petites citernes pour la stocker.
- Sur ces montagnes il est presque impossible de cultiver le terrain et il est difficile d'élever des animaux.

## Alentours
La vallée de Lanaitto s'étend en contrebas. Une décennie de fouilles réalisées à Oliena, à l'intérieur de la grotte Corbeddu (nommée ainsi en souvenir du bandit sarde Giovanni Corbeddu Salis), ont montré que différentes cultures se sont succédé dans la vallée depuis la fin du Paléolithique supérieur jusqu'à notre ère.